# Catedral metropolitana de la Conversión de San Pablo Apóstol
La Catedral Metropolitana de la Conversión de San Pablo Apóstol o bien Catedral de Vigan es una catedral católica en Vigan, Ilocos Sur, Filipinas. Además, es la sede de la Arquidiócesis de Nueva Segovia. Es parte del territorio declarado Patrimonio de la Humanidad de la UNESCO para la Ciudad histórica de Vigan en 1999. Cuando Juan de Salcedo llegó a Vigan, renombró la ciudad como Villa Fernandina en honor del joven hijo del rey Felipe II. A las órdenes de Salcedo en 1574, la primera iglesia temporal de Vigan fue construido con madera y paja.
La primera iglesia fue construida en 1641 y fue dañada por un terremoto en 1619 y otra vez en 1627. Una tercera iglesia fue incendiada en 1739. La cuarta y actual iglesia fue construida desde 1790 hasta 1800 en virtud de los Agustinos. Fue ocupada por los revolucionarios al mando del coronel Juan Villamor en 1896 y por las fuerzas estadounidenses bajo el teniente coronel James Parker en 1899. 